# 愛德華·索普
愛德華·奧克利·索普（英語：Edward Oakley Thorp，1932年8月14日—），暱稱愛德·索普（Ed Thorp），是一名美國數學教授、作家、對沖基金管理者、以及廿一點玩家。他深入發展了現代的機率論，並應用於金融市場中。

## 生平
1958年，於洛杉磯加利福尼亞大學取得數學博士學位。1959年至1961年間，於麻省理工學院擔任摩爾講座教授。在這個期間內，利用IBM 704，愛德華·索普寫作Fortran程式，將凱利公式應用於廿一點遊戲中。
在麻省理工學院期間，認識克劳德·香农，兩人共同研究以凱利公式應用在輪盤賭博上。在1961年，兩人製造出一台小型計算機，用來計算機率。愛德華·索普穿戴著這套機器，至拉斯維加斯賭場，進行賭博，以驗證他們的公式是否正確。這可能是史上最早的可穿戴式電腦。
1961年至1965年，愛德華·索普至新墨西哥州立大學數學系任教。1965年，轉至加州大學爾灣分校數學系任教，1977年至1982年間，在財經系任教。
1967年，與證券經紀人傑伊·里根（James Sutton Regan，1942年5月27日-）合組對沖基金。公司最早稱為可轉換對沖（Convertible Hedge Associates）公司，1974年改名普林斯頓-新港合夥（Princeton-Newport Partners）公司。
1987年12月17日，因離職員工向FBI檢舉傑伊·里根涉嫌偽造假交易逃漏稅，普林斯頓-新港合夥公司遭到檢察官起訴。1989年宣布結束營業。
愛德華·索普之後又開立自己的公司，名為愛德華·索普（Edward Thorp Associates）資產管理公司，以獨資方式進行投資。

## 著書
- (Autobiography) Edward O. Thorp, A Man for All Markets: From Las Vegas to Wall Street, How I Beat the Dealer and the Market, 2017.  （页面存档备份，存于）
- Edward O. Thorp, Elementary Probability, 1977, ISBN 0-88275-389-4
- Edward Thorp, Beat the Dealer: A Winning Strategy for the Game of Twenty-One, ISBN 0-394-70310-3
- Edward O. Thorp, Sheen T. Kassouf, Beat the Market: A Scientific Stock Market System, 1967, ISBN 0-394-42439-5 (online pdf, retrieved 22 Nov 2017)
- Edward O. Thorp, The Mathematics of Gambling, 1984, ISBN 0-89746-019-7 (online version part 1, part 2, part 3, part 4)
- Les Golden, Never Split Tens!: A Biographical Novel of Blackjack Game Theorist Edward O. Thorp, 2017.  ISBN 3-319-63485-2
- Fortune's Formula: The Untold Story of the Scientific Betting System That Beat the Casinos and Wall Street by William Poundstone
- The Kelly Capital Growth Investment Criterion: Theory and Practice (World Scientific Handbook in Financial Economic Series), ISBN 978-9814293495, February 10, 2011 by Leonard C. MacLean (Editor), Edward O. Thorp  (Editor), William T. Ziemba  (Editor)

## 外部連結
- 愛德華·索普官方網頁 （页面存档备份，存于）